# Nomuka
Nomuka es una isla del grupo Ha'apai, en el reino de Tonga. Está situada a 105 km al norte de Tongatapu.

## Geografía
La isla tiene una forma triangular con una superficie de 7,12 km². Consiste en una plataforma elevada de coral, con una altitud máxima de 51 m. La isla contiene en el interior una laguna salada de 1,5 metros de profundidad. Solo a 30 km al este se encuentra el volcán activo de Fonuafo'ou.
La población total era de 550 habitantes en el censo de 1996.

### Islas del grupo Nomuka
Alrededor de Nomuka se localizan varias islas, casi todas ellas deshabitadas:
- Nomuka Iki (Pequeña Nomuka), se localiza a 1,5 km al sur de Nomuka, separada por un canal navegable de 500 m de ancho. Tiene una altitud máxima de 45 m.
- Mango (20°20′S 174°43′O), a 8 km al sudeste de Nomuka. Con una altitud máxima de 43 m. En la costa norte hay un pueblo con una iglesia y 81 habitantes..
- Mango Iki (Pequeña Mango), A 1 km al oeste de Mango.
- Nukufaiau (20°18′S 174°42′O), a 3 km al norte de Mango.
- Luafitu (20°20′S 174°38′O), es un escollo situado a 7 km al este de Mango.
- Nukutula (20°15′S 174°41′O) es un banco de arena de 5,5 m de altitud, situado a 4 km al norte de Nukufaiau.
- Fonoifua, a 6 km al este de Nukutula. Tiene 104 habitantes.
- Tano'a, és un islote a 1 km al sur de Fonoifua,
- El grupo Otu Tolu está formado por cuatro islas sobre los mismos escollos, situadas a 24 km al este de Nomuka. Son islas bajas y boscosas. 
  - Fetokopunga (20°18′S 174°32′O), es la más septentrional del grupo, situada a 8 km al este de Fonoifua, de 17 m de altitud.
  - Telekivavau (Teleki del Norte) (20°19′S 174°31′O), a 1 km más al sur, tiene 22 m de altitud.
  - Telekiha'apai o Lalona (Teleki del Medio) (20º21'S 174º31'O (enlace roto disponible en Internet Archive; véase el historial, la primera versión y la última).), a 2 km más al sur, tiene 20 m de altitud.
  - Telekitonga (Teleki del Sur) (20º24'S 174º32'O (enlace roto disponible en Internet Archive; véase el historial, la primera versión y la última).), a 4 km más al sur, tiene 16 m de altitud.

## Historia
Nomuka fue la primera isla descubierta del grupo Ha'apai. El neerlandés Abel Tasman, en 1643, le puso el nombre de la ciudad neerlandesa de Róterdam. El siguiente en llegar fue el británico James Cook, en 1774, interesado en comprobar los descubrimientos del neerlandés.
Nomuka fue históricamente importante para los barcos de paso para el abastecimiento de agua fresca. Era conocida con diferentes transcripciones del nombre indígena: Anamooka i Anamocka, aparte de Nomuka.